# 1. Liga (Feldhandball)
Die 1. Liga war von 1946 bis 1951 die zweithöchste sowie von 1952 bis 1971 die dritthöchste Spielklasse im Schweizer Feldhandball.

## Geschichte
Nachdem 1932 mit der 1. Spielklasse erstmals eine Schweizer Handballmeisterschaft in einer Spielklasse durchgeführt worden war, wurde 1935 mit der 2. Spielklasse eine weitere Spielklasse eingeführt.
Mit der Spielzeit 1946 trat die 1. Liga die Nachfolge der 2. Spielklasse als zweithöchste Spielklasse an, während die 1. Spielklasse durch die Nationalliga abgelöst wurde.
Ab der Spielzeit 1952 bildete die 1. Liga die dritthöchste Spielklasse, da mit der Nationalliga B eine zusätzliche Spielklasse unterhalb der von Nationalliga in Nationalliga A umbenannten höchsten Spielklasse gebildet worden war.
Am 15. Mai 1971 wurde in Olten beschlossen, auf die weitere Durchführung einer Schweizer Meisterschaft im Feldhandball zu verzichten. Der Ligabetrieb wurde nach der Spielzeit 1971 eingestellt.

## Organisation
Organisiert wurde der Spielbetrieb von Beginn an vom 1939 gegründeten Handball-Ausschuss (HBA) des Eidgenössischen Turnvereins.